# Чабер тупоконечный
Чабер тупоконечный (лат. Satureja mutica) — многолетний полукустарник, вид рода Чабер (Satureja) семейства Яснотковые (Lamiaceae).
Употребляется в свежем виде как приправа к кушаньям.

## Распространение и экология
Встречается в горном Туркменистане, на Кавказе, в Иране.
Произрастает на каменистых, сухих склонах в средней полосе гор.

## Ботаническое описание
Стебли многочисленные, прямые, сильно ветвистые, у основания деревянистые, высотой 30—50 см. Ветви тонкие, прутьевидные.
Листья продолговатыо-ланцетные или линейные, к основанию постепенно суженные, на верхушке туповатые или островатые, верхушечные листья голые, бледно-зелёные.
Соцветия рыхлые, кистевидные, пазушные, молацветковые, на коротких цветоносах. Прицветники линейные; чашечка двугубая, длиной 5 мм; венчик опушённый, длиной около 7 мм.
Орешки яйцевидные, на верхушке тупые, длиной 1—1,5 мм, шириной 1 мм, буровато-коричневые.

## Классификация

### Таксономия
Вид Чабер тупоконечный входит в род Чабер (Satureja) семейства Яснотковые (Lamiaceae) порядка Ясноткоцветные (Lamiales).
|  |                                      |  |                                                             |                                                             |                      |  | ещё 21 семейство (согласно Системе APG II) | ещё 21 семейство (согласно Системе APG II) |                           |  |  |  | ещё около 110—130 родов | ещё около 110—130 родов |  |  |
|  |                                      |  |                                                             |                                                             |                      |  | ещё 21 семейство (согласно Системе APG II) | ещё 21 семейство (согласно Системе APG II) |                           |  |  |  | ещё около 110—130 родов | ещё около 110—130 родов |  |  |
|  |                                      |  |                                                             | порядок Ясноткоцветные                                      |                      |  |                                            |                                            | подсемейство Котовниковые |  |  |  |                         | вид Чабер тупоконечный  |  |  |
|  |                                      |  |                                                             | порядок Ясноткоцветные                                      |                      |  |                                            |                                            | подсемейство Котовниковые |  |  |  |                         | вид Чабер тупоконечный  |  |  |
|  | отдел Цветковые, или Покрытосеменные |  |                                                             |                                                             | семейство Яснотковые |  |                                            |                                            | род Чабер                 |  |  |  |                         |                         |  |  |
|  | отдел Цветковые, или Покрытосеменные |  |                                                             |                                                             |                      |  |                                            |                                            |                           |  |  |  |                         |                         |  |  |
|  |                                      |  | ещё 44 порядка цветковых растений (согласно Системе APG II) | ещё 44 порядка цветковых растений (согласно Системе APG II) |                      |  |                                            | ещё 7 подсемейств                          | ещё 7 подсемейств         |  |  |  | ещё 30 — 40 видов       |                         |  |  |
|  |                                      |  |                                                             | ещё 44 порядка цветковых растений (согласно Системе APG II) |                      |  |                                            |                                            | ещё 7 подсемейств         |  |  |  |                         |                         |  |  |